# Fajákové
Fajákové (latinsky Phaeaci) byl v řecké mytologii národ na ostrově Scherii. Byl proslulý blaženým životem a přátelskými vztahy k ostatním lidem i národům.
Než se usadili na ostrově Scherii, měli v Hypereii nepříjemné sousedy Kyklopy a dali přednost jinému místu, kde za krále Nausithoa vybudovali město a žili tam osamoceně, bez cizinců, bez válek a sporů. Homér o jejich ostrově říkal, že leží „daleko stranou lidí, na samých hranicích světa“.
V řeckých bájích se Fajákové v době vlády Nausithoova syna objevují v příběhu Argonautů. Když na zpáteční cestě z Kolchidy do Iólku odplouvali od kouzelnice Kirké, bohové je ochraňovali na cestě ke králi Alkinoovi na ostrově Fajáků, mírnili vlny a tišili mořské větry. Když Argonauté propluli Skyllou, dále kolem sicilských břehů, dopluli k úrodnému ostrovu se dvěma přístavy, kde sídlili Fajákové. Král i lid je vítali jako bratry. Ale nato připlula i pronásledující vojska krále Aiéta, jeho poslové u krále Fajáků žádali vydání dcery svého krále Médeii, jinak vyvolají válku. Král Fajáků vyslechl obě strany a rozhodl, že je-li Médeia ještě panna, bude vydána otci, je-li již manželkou Iásonovou, zůstane s ním. Králova manželka ihned poslala zprávu Iásonovi a ten urychleně uspořádal svatbu. Kolchidští museli odplout bez Médeii. Poté se na další cestu vydali i Argonauté.
Fajákové se podobně ukázali i v báji o hrdinovi Odysseovi. Když se Odysseus vracel domů z trojské války, málem zahynul na pobřeží ostrova Fajáků, ale družina královské dcery Nausikay ho objevila a ujala se ho. Poslala ho samotného do královského paláce a Odysseus byl přátelsky přijat. Všichni se zájmem vyslechli Odysseovo vyprávění o dlouhé cestě a přislíbili mu pomoc. Shromáždili cenné dary, připravili loď a odpluli s ním k jeho rodnému ostrovu, kde ho spícího položili na břeh. Sami se vrátili do své země. Poseidón, který se na Odyssea hněval, mu už nemohl ublížit, ale pomstil se Fajákům tím, že jejich loď nedaleko jejich ostrova proměnil ve skálu, aby už nikdy příště žádného cizince nemohli převážet. Některé verze uvádějí, že Nausikaá se stala ženou Odysseova syna Télemacha.